# Flashdance (musical)
Flashdance is een musical die gebaseerd is op de gelijknamige film uit 1983. De musical werd in 2008 voor het eerst opgevoerd in het Verenigd Koninkrijk en heeft daarna op het Londense West End en het New Yorkse Broadway gestaan. Van 29 september 2013 tot 26 januari 2014 draaide de musical in verschillende Nederlandse theaters. De Nederlandse versie werd geproduceerd door Albert Verlinde Entertainment.

## Verhaal
De musical draait om de ongeveer 18-jarige Alex, die overdag lasser is, maar 's avonds danser. Ze droomt ervan om van dansen haar beroep te maken en naar de prestigieuze Shipley Dance Academy te mogen.
De musical is gebaseerd op de film Flashdance en de daarbijbehorende liedjes als Maniac, Manhunt, Gloria en titelsong Flashdance... What a Feeling komen dan ook terug in de musical.

## Nederlandse cast
- Alex Owens - Anouk Maas
- Nick Hurley - Jim Bakkum
- Hannah Long - Carry Tefsen
- Gloria - Jantien Euwe
- Tess - Rowen Aida Ben Rabaa
- Tess - Marjolein Teepen
- Kiki - Rubien Florens Vyent
- Jimmy - Joey Schalker
- CC - Gery Mendes
- Harry/Joe - Simon Zwiers
- Ms Wilde/Louise - Frederique Sluyterman van Loo
- Andy - Martijn van Voskuijlen

### Alternate
- Nick Hurley - Joey Schalker
- Hannah Long - Frederique Sluyterman van Loo
- Ms Wilde/Louise - Melise de Winter

### Understudy
- Alex Owens - Rowen Aida Ben Rabaa
- Gloria - Jente Slebioda
- Tess - Merel Schaftelaar
- Kiki - Fenna Ramos
- Jimmy - Martijn van Voskuijlen, Maikel Nieuwenhuis
- CC - Joren Lefebvree
- Harry/Joe - Martijn van Voskuijlen
- Andy - Javan Hoen

### Ensemble
- Merel Schaftelaar
- Javan Hoen
- James Jackson Harwood
- Jente Slebioda
- Giorgio Costa
- Remy Vetter
- Sarah Mancini
- Fenna Ramos
- Maikel Nieuwenhuis
- Ingeborg Westerink
- Joren Lefebvree (Off-stage swing)